# Aller plus haut
Singles de Tina Arena
If I Was a River
(1998) Les Trois Cloches
(2000)
Aller plus haut est une chanson écrite et composée par J. Kapler et interprétée par la chanteuse australienne Tina Arena. Sortie en single le 9 juillet 1999, elle est extraite de l'édition française de l'album In Deep.
Il s'agit du premier single de Tina Arena en langue française. Il remporte un grand succès en France et en Belgique. Le titre est certifié disque de platine en France en 1999. Les ventes atteignent le nombre de 617 000 exemplaires écoulés.

## Listes des pistes
CD single
1. Aller plus haut – 4:00
2. Now I Can Dance (live) – 5:53

7" single
- Face A : Aller plus haut – 4:00
- Face B : Aller plus haut – 4:00

CD promo
- Aller plus haut – 4:00

## Classements hebdomadaires
| Classement (1999)                       | Meilleure position |
| --------------------------------------- | ------------------ |
| Belgique (Wallonie Ultratop 50 Singles) | 1                  |
| France (SNEP)                           | 2                  |
| Suisse (Schweizer Hitparade)            | 96                 |

## Certifications
| Pays           | Certification |
| -------------- | ------------- |
| Belgique (BEA) | Or            |
| France (SNEP)  | Or            |